# 하나미

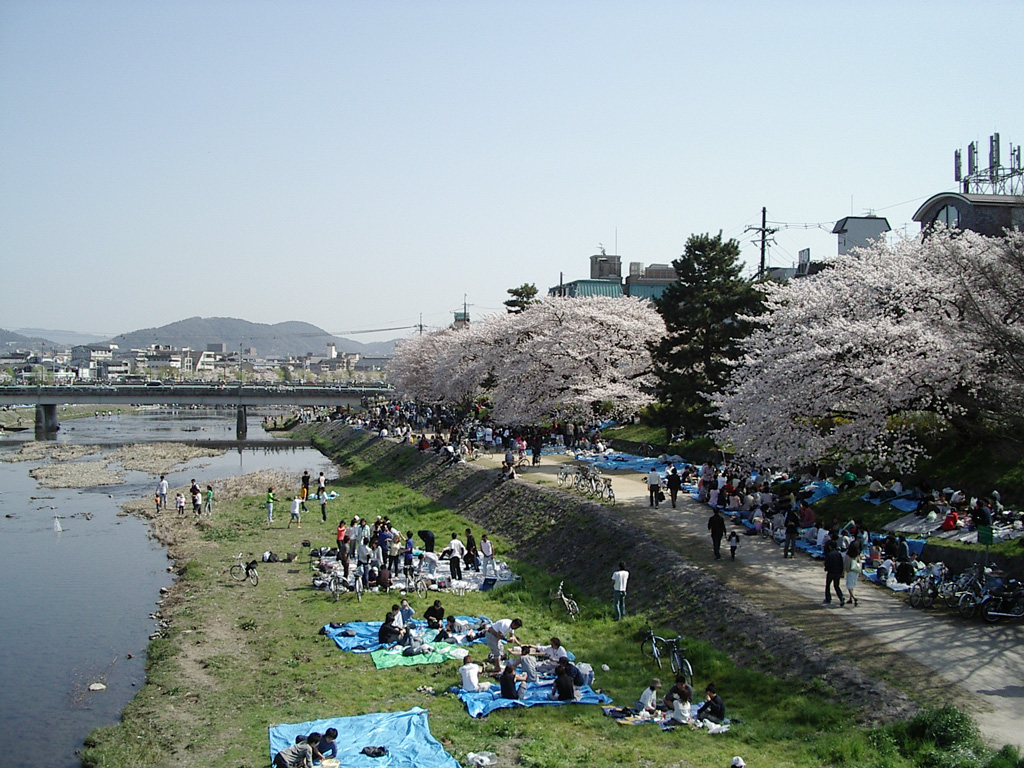
하나미 모습

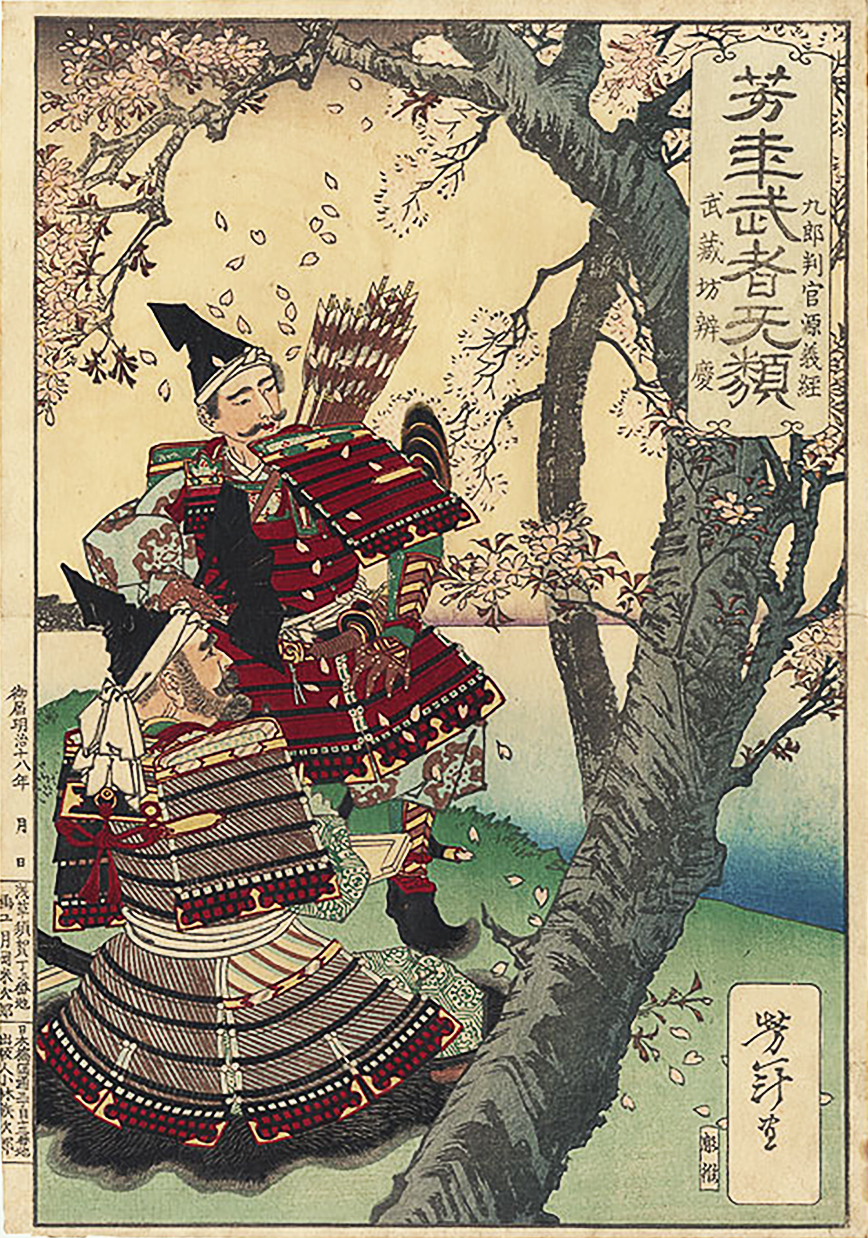
하나미를 즐기는 미나모토 요시쓰네와 무사시보 벤케이

하나미(일본어: 花見, はなみ)는 일본에서 벚꽃 등의 꽃을 감상하면서, 봄이 오는 것을 축하하는 습관을 일컫는다. 그러나 보통의 경우에는 3월에서 4월에 걸친 봄 기간에 핀 벚나무의 밑에서 벌어지는 연회, 파티를 가리키는 경우가 많다.

## 하나미의 유래
하나미는 귀족이 즐기는 행사에서 기원되었다고 한다. 나라 시대에는 매화를 감상하는 풍습이 있었으나, 헤이안 시대에 들어서 벚꽃으로 바뀌었다고 한다.
사가 천황이 궁중에서 연 연회가 최초로 벚나무를 대상으로 한 하나미였다는 설이 있다. 헤이안 시대의 궁중의 하나미에 관한 기록은 '겐지모노가타리'의 '가엔'에 적혀있다. 겐지모노가카리에서는 등꽃을 감상하는 연회에 대한 기술이 남아 있으나, 이 시기의 '꽃'은 벚꽃을 지칭하는 것으로 여겨져, 벚꽃을 바라보며 하나미를 즐기는 풍습이 있었으리라 짐작할 수 있다.
가마쿠라 시대의 수필가인 요시다 겐고의 수필 '도연초'에는 귀족풍의 하나미와 그렇지 않은 시골 풍의 하나미의 차이에 대해 설명이 되어 있고, 무로마치 시대에는 지방의 무사계급이 하나미를 즐겼다는 사실이 전해내려 온다.
아즈치모모야마 시대에 들밖으로 나와 하나미를 했다는 사실이 그림 자료로 확인되고 있다. 이 시기에 가장 대규모의 하나미로는 도요토미 히데요시가 연 '다이고의 하나미'를 들 수 있다.하나미의 풍습이 널리 서민에게까지 퍼진 것은, 에도 시대, 도쿠카와 요시무네가 에도의 각 지역에 벚나무를 심게 해, 하나미를 적극 장려한 것에서 비롯되었다고 일컬어지고 있다. 에도의 유명한 하나미 장소로 아타고 산(愛宕山, 미나토 구) 등이 있다. 이 시기의 하나미를 주제로 한 라쿠고가 몇 편 전해진다.

## 하나미의 이모저모
일본의 기상청에서는 각 지역 별로 벚꽃이 피리라 예상되는 날을 정해서 발표한다. 개화예상일의 정보를 가질것 같은 날로 예상된 지역을 선으로 이은 것을 벚꽃전선(桜前線)이라 일컬으며, 일본의 뉴스 프로그램 등에서 벚꽃이 피는 시기에 자주 방송된다. 이 전선은 일본의 벚꽃의 품종인 '소메이요시노'(ソメイヨシノ)의 개화예상일을 기준으로 작성된 것으로, 벚꽃의 품종에 따라 실제로 피는 날이 앞뒤로 바뀔 수 있다.
참고로 일본의 절반 이상의 지역에서는, 벚꽃의 개화시기가 회사의 시업 또는 개학식 기간과 겹친다. 한편 규슈나 쥬고쿠 지방, 도호쿠 지방 북부, 홋카이도 등의 지역은 위치상 보통 다른 지역보다 빨리 벚꽃이 피므로, 반드시 개화기간과 시업 또는 개학 기간과 맞는다고 할 수 없다.
밤에 하나미를 하는 경우에 '요자쿠라(夜桜)를 본다'라고 일컬으며, 특히 이에 관한 단어 및 개념들이 존재하고 있다. 우에노공원 등 일부 명소에서는 이 요자쿠라를 위해 '본보리(ぼんぼり)라 불리는 초롱 등대를 임시로 설치하는 경우도 있다.
바람이 불어 눈보라처럼 흩어져 떨어지는 벚꽃잎의 (桜吹雪)라 칭하며 하나비를 구성하는 한 모습으로 사랑받고 있다. 꽃잎이 전부 떨어진 뒤의 벚나무는 하자쿠라(葉桜)라 칭한다.

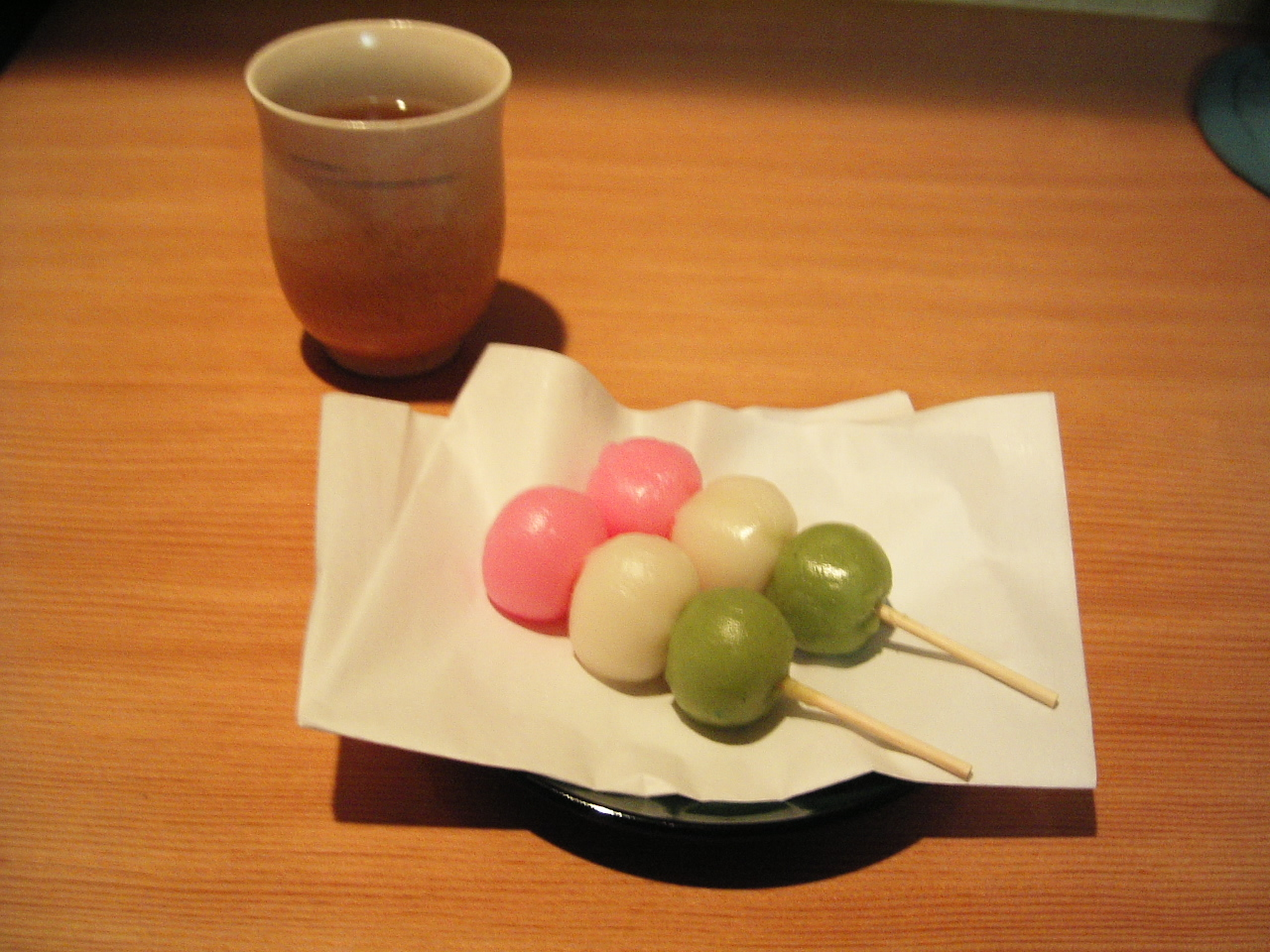
하나미 경단과 차

에도 시대로부터 하나미에는 하나미 경단(花見団子 하나미 당고[*])가 빠질 수 없는 것이라고 생각되어 왔다. 달 구경 때 먹는 쓰키미 경단(月見団子, 쓰키미 당고)와는 대조적으로, 하나미 경단은 벚꽃색(불그스름한 빛)과 흰색, 녹색 등의 빛깔로 만들어진다. 이 세가지 색의 조합은, 벚꽃색은 벚꽃을 의미하며 봄의 숨길을, 흰색은 눈을 의미하며 겨울의 남은 흔적을, 녹색은 쑥을 의미하며 여름이 다가올 징조를 표현하고 있다.
일본의 속담인 '꽃보다 경단'(花より団子 하나요리 당고[*])은 이런 배경에서 나온 말로, 꽃 구경이라는 추상적인 행위보다는, 경단이라는 실제를 얻는 행위를 두고 말하는 말이다. 이뿐만 아니라 일본어에는 하나미와 관련이 깊은 말들이 적지 않게 있다. (참고로 일본의 만화 '꽃보다 남자'(花より男子 하나요리 당고[*])는 이 속담에서 제목을 따온 것으로, 하나미와는 직접 관계가 없다.)
한편, 하나미는 한송이의 벚꽃이나 매화로도 할 수 있다. 가지가 멋진 모양으로 뻗었거나, 역사적인 의미를 갖는 벚나무나 매화나무 밑에는 느긋이 앉아 차를 나누며 하나미를 할 만한 자리가 설치되어 있는 경우가 흔하다.

## 하나미의 기원
하나미는 귀족이 즐기는 행사에서 기원되었다고 한다. 나라 시대에는 매화를 감상하는 풍습이 있었으나, 헤이안 시대에 들어서 벚꽃으로 바뀌었다고 한다.
사가 천황(嵯峨天皇)이 궁중에서 연 연회가 최초로 벚나무를 대상으로 한 하나미였다는 설이 있다. 헤이안 시대의 궁중의 하나미에 관한 기록이 '겐지모노가타리'(源氏物語)의 '가엔'(花宴) 편에 적혀있다. 겐지모노가카리에서는 등꽃(藤 후지[*])를 감상하는 연회에 대한 기술이 남아 있으나, 이 시기의 '꽃'은 벚꽃을 지칭하는 것으로 여겨져, 벚꽃을 바라보며 하나미를 즐기는 풍습이 있었으리라 짐작할 수 있다.
가마쿠라 시대의 수필가인 요시다 겐고(吉田兼好, 1283-1350?)의 수필 '도연초'(徒然草 쓰레즈레구사[*])에는 귀족풍의 하나미와 그렇지 않은 시골 풍의 하나미의 차이에 대해 설명이 되어 있고, 무로마치 시대에는 지방의 무사계급이 하나미를 즐겼다는 사실이 전해내려온다.
아즈치모모야마 시대에 들밖으로 나와 하나미를 했다는 사실이 그림 자료로 확인되고 있다. 이 시기에 가장 대규모의 하나미로는 도요토미 히데요시가 연 '다이고의 하나미'(醍醐の花見)를 들 수 있다.
하나미의 풍습이 널리 서민에게까지 퍼진 것은, 에도 시대, 도쿠카와 요시무네가 에도의 각 지역에 벚나무를 심게 해, 하나미를 적극 장려한 것에서 비롯되었다고 일컬어지고 있다. 에도의 유명한 하나미 장소로 아타고 산(愛宕山, 미나토구) 등이 있다. 이 시기의 하나미를 주제로 한 라쿠고가 몇 편 전해진다.

## 같이 보기
- 쓰키미